# Steven Gerrard

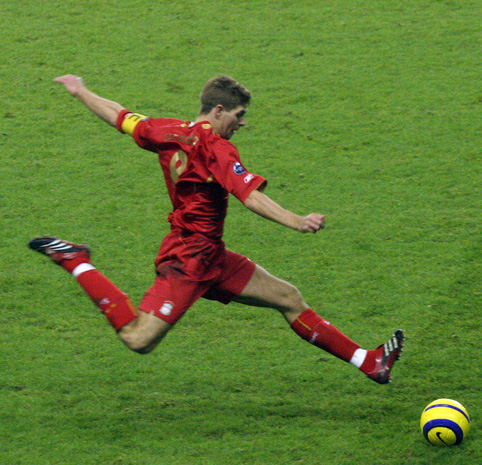
Gerrard podczas meczu Ligi Mistrzów Liverpool – Real Betis w sezonie 2005/2006

Steven George Gerrard (wym. [ˈdʒɛrɑ:d], ur. 30 maja 1980 w Whiston) – angielski piłkarz i trener piłkarski.
Występował na pozycji pomocnika. Przez niemal całą karierę występował w Liverpoolu, w którym zadebiutował w 1998 roku. W 2003 został kapitanem drużyny. Z Liverpoolem dwukrotnie zdobył Puchar Anglii, trzykrotnie Puchar Ligi Angielskiej oraz dwukrotnie Tarczę Wspólnoty. Ponadto triumfował w Lidze Mistrzów, Pucharze UEFA oraz dwukrotnie w Superpucharze Europy. W 2015, po 28 latach spędzonych na Anfield przeniósł się do amerykańskiego Los Angeles Galaxy, w barwach którego rok później zakończył piłkarską karierę.
W reprezentacji Anglii zadebiutował w roku 2000. Wystąpił wraz z nią na Mistrzostwach Europy w 2000, 2004 i 2012, a także na Mistrzostwach Świata w 2006, gdzie był najlepszym strzelcem zespołu i w 2010, gdzie był kapitanem drużyny. 16 maja 2012 został mianowany stałym kapitanem reprezentacji Anglii. Rolę tę pełnił do 2014, kiedy to zakończył reprezentacyjną karierę.
Po zakończeniu kariery zawodniczej trener drużyny Liverpoolu U-18 oraz U-19, szkockiego klubu Rangers F.C. oraz Aston Villa F.C.

## Dzieciństwo i początki kariery
Gerrard urodził się 30 maja 1980 roku jako drugi syn Paula i Julie. Wychowywał się w dzielnicy Huyton przy ulicy Ironside. Pochodzi z piłkarskiej rodziny. Jego ojciec pracował jako robotnik. Swoją przygodę z piłką rozpoczął w drużynie Denburn do lat 13, z którą wygrał ligę Edgehill. Grał także w szkolnej drużynie, z którą wygrał lokalny puchar. Pozwalało to jej zagrać spotkanie na Wembley, w którym pomocnik nie wystąpił z powodu kontuzji kolana. Gerrard grał także w zespole Whiston Juniors. W wieku ośmiu lat dołączył do szkółki piłkarskiej Liverpoolu, gdzie grał między innymi z Michaelem Owenem i Jasonem Koumasem. W tym czasie o Gerrarda ubiegały się takie zespoły jak Manchester United, West Ham United, Everton czy Tottenham Hotspur, jednak Anglik wolał pozostać w Liverpoolu. W wieku 9 lat Gerrard miał wypadek. W czasie gry w piłkę z jego przyjacielem Markiem widły wbiły mu się w nogę i od straty palca uratował go Steve Heighway, dyrektor akademii Liverpoolu. Gerrard z początku uczęszczał do szkoły podstawowej w Huyton przy ulicy Świętego Michała, następnie uczęszczał do Cardinal Heenan Catholic. W wieku 14 lat był na testach w Lilleshall, jednak nie dostał się na zgrupowanie reprezentacji. W tym czasie Gerrard był także testowany przez Manchester United, jednak postanowił wrócić do Liverpoolu. Po tym wydarzeniu podpisał juniorski kontrakt z klubem.

## Kariera klubowa

### Pierwsza drużyna
W listopadzie 1997 roku podpisał swój pierwszy zawodowy kontrakt z Liverpoolem. Zadebiutował w meczu przeciw Blackburn Rovers 29 listopada 1998, wchodząc jako zmiennik w drugiej połowie.
W tym samym sezonie zadebiutował w pierwszym składzie The Reds. W meczu Pucharu UEFA przeciw Celcie Vigo, pomimo przegranej klubu, Gerrard był chwalony jako jeden z najlepszych graczy meczu. W sumie wystąpił w 13 meczach sezonu, grając jako zastępca kontuzjowanego Jamiego Redknappa.
W kolejnym sezonie 1999/2000 razem z Redknappem tworzył już środek pola Liverpoolu. W czasie swoich pierwszych derby miasta z Evertonem „zaliczył” swoją pierwszą czerwoną kartkę (chociaż wszedł jako zmiennik). W grudniu strzelił swoją pierwszą bramkę, w wygranym 4:1 meczu z Sheffield Wednesday.
W sezonie 2000/2001 rozegrał dla klubu z Anfield już 50 spotkań, strzelając w nich 10 bramek. Liverpool zdobył w roku 2001 aż pięć trofeów: (Puchar UEFA, Puchar Anglii, Puchar Ligi, Tarczę Dobroczynności i Superpuchar Europy), w czym Gerrard miał olbrzymi udział. Strzelił bramkę między innymi w finale Pucharu UEFA przeciwko Deportivo Alavés (5:4).
Został także mianowany najlepszym graczem młodego pokolenia w lidze angielskiej.

### Sezon 2004/2005
W Liverpoolu nastąpiły zmiany. Zwolniono Gérarda Houlliera, a na jego miejsce zatrudniono Rafę Beníteza, byłego już szkoleniowca Valencii, który zdobył z tym klubem dwukrotnie mistrzostwo Hiszpanii, oraz Puchar UEFA.
Nowy menadżer przekonał Gerrarda do pozostania w klubie, chociaż próby sprowadzenia go podejmowała Chelsea, wówczas już rządzona przez Romana Abramowicza.
Gerrard zapewnił Liverpoolowi wyjście z grupy w Lidze Mistrzów, strzelając decydującą o zwycięstwie 3:1 nad Olympiakosem Pireus w ostatniej kolejce, dzięki czemu The Reds awansowali do fazy grupowej kosztem Greków.
Pokonując po drodze Bayer 04 Leverkusen, Juventus F.C. i Chelsea, Liverpool dotarł niespodziewanie do finału rozgrywek, w którym spotkał się z Milanem. Po pierwszej połowie meczu wydawało się, że prowadzący 3:0 Włosi nie oddadzą tytułu. Jednak zmiany dokonane przez trenera Beníteza, a także zawziętość jego graczy odmieniły mecz. Bramkę na 3:1 strzelił właśnie Gerrard, dając tym samym nadzieję swojej drużynie i podrywając ją do walki. W ciągu kilku minut, po golach Vladimíra Šmicera i Xabiego Alonso liverpoolczycy doprowadzili do remisu 3:3. Mecz zakończył się rzutami karnymi, wygranymi przez The Reds.
Ponownie swoje zainteresowanie kapitanem Liverpoolu wyraziła Chelsea, a próby wykupienia go zaczął także Real Madryt. Gerrard początkowo nie chciał odchodzić, chciał podpisać ze zwycięzcami Champions League nowy kontrakt. Jednak negocjacje przeciągały się ponad półtora miesiąca. Na początku lipca 2005 rozmowy zostały zerwane. Starania Rafy Beníteza, prezesa klubu, oraz błagania fanów zespołu doprowadziły jednak do powrotu do negocjacji. 8 lipca Gerrard przeprosił fanów klubu za wcześniejsze oświadczenie i podpisał nowy czteroletni kontrakt wart 100 000 funtów tygodniowo.
Wkrótce pod jego przywództwem Liverpool zdobył Superpuchar Europy. Otrzymał tytuł najlepszego gracza Ligi Mistrzów za sezon 2004/2005 i był w trójce najwyżej sklasyfikowanych graczy w konkursie o Złotą Piłkę France Football.

### Sezon 2005/2006
W tym sezonie Gerrard strzelił 23 bramki w 53 występach w barwach klubu, a w kwietniu gracze Premiership wybrali go najlepszym piłkarzem sezonu. Sezon ligowy The Reds zakończyli na 3. miejscu, za Chelsea i Manchesterem United.
Liverpool zdobył także kolejne trofeum – Puchar Anglii. W finale z West Ham United Gerrard strzelił dwie bramki, w tym gola na 3:3 w doliczonym czasie gry. Po bezbramkowej dogrywce Liverpool wygrał puchar po rzutach karnych.
Po sezonie ponownie pojawiły się plotki o odejściu Gerrarda do Chelsea, jednak tym razem szybko uciął je sam gracz, oświadczając, że pozostaje na Anfield Road.

### Sezon 2006/2007

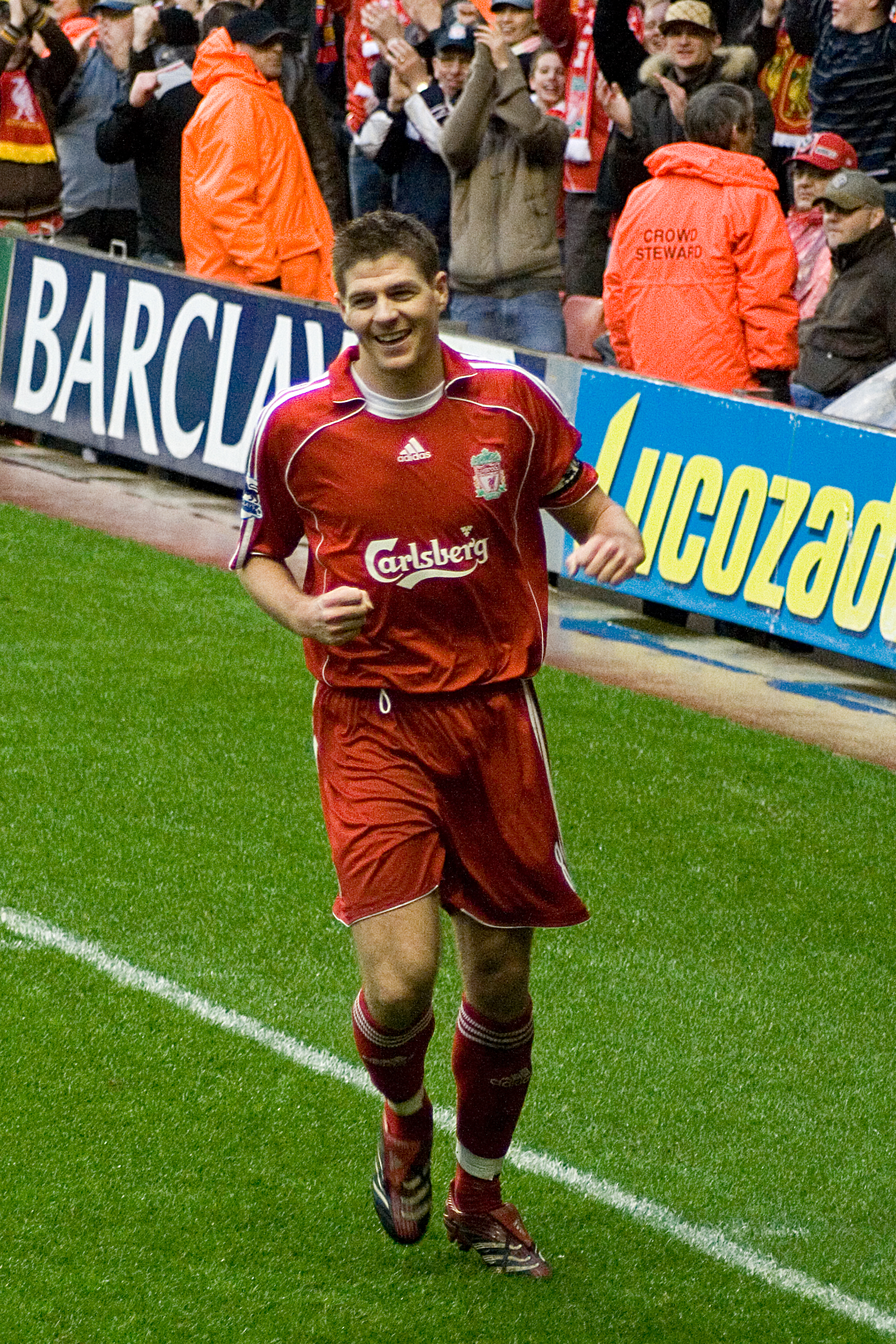

Latem 2006 mając 26 lat, Gerrard zagrał w swoich pierwszych Mistrzostwach Świata. Po tym jak strzelił dwa gole w fazie grupowej, był jednym z trzech piłkarzy, którzy zmarnowali jedenastkę w ćwierćfinałach, po których Anglia odpadła z Portugalią w rzutach karnych. W obliczu klęski i odejścia Beckhama, Gerrard był szeroko postrzegany jako następny kapitan reprezentacji. Nowy trener Steve McLaren w końcu wręczył opaskę środkowemu obrońcy Chelsea, Johnowi Terry’emu, a pomocnik Liverpoolu został wicekapitanem. Idol z Anfield powrócił z Niemiec na kolejny sezon pełen niezapomnianych wydarzeń, podczas którego pokonał rekord strzelecki w Europie należący wówczas do Iana Rusha. Jego strzał głową z PSV Eindhoven był 15. golem w rozgrywkach o Puchar Europy. Gerrard wyprzedził w klasyfikacji sławnego strzelca o jednego gola.
W grudniu 2006, Gerrard otrzymał MBE, który potem odebrał z rąk Królowej w Pałacu Buckingham. Ponadto Liverpool zakończył sezon w kolejnym finale Ligi Mistrzów i ponownie przeciwnikiem The Reds był Milan. The Reds przegrali 2:1 w Atenach, ale Gerrard bez zastanowienia podpisał nowy czteroletni kontrakt, który zatrzyma go na Anfield do 2011 roku.

### Sezon 2007/2008
Początek sezonu 2007/08 był dla niego wahaniem formy. Strzelił decydującego gola po rzucie wolnym w pierwszym meczu z Aston Villą, a także w swoim 400. występie dla klubu z Arsenalem. Sezon ligowy zakończył się dla Gerrarda bez trofeów, mimo iż kapitan strzelił w nim aż 21 goli. Jeden z nich to wykonany z zimną krwią rzut karny, który dał Liverpoolowi awans do półfinału Ligi Mistrzów.

### Sezon 2008/2009

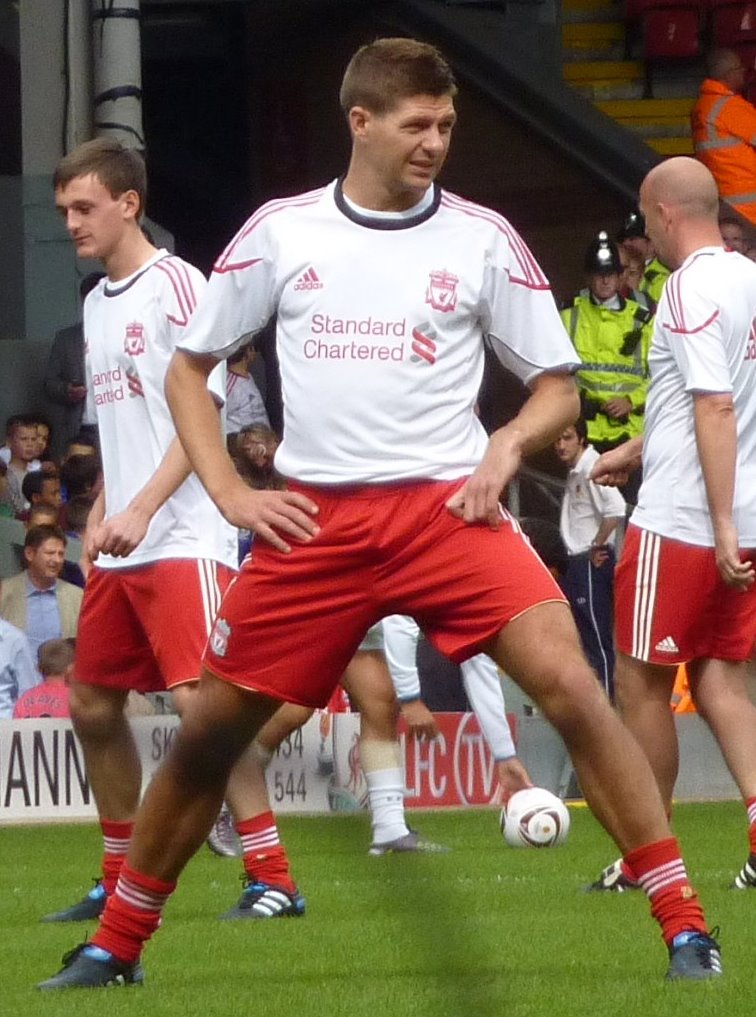
Gerrard podczas rozgrzewki przed meczem pamiątkowym z okazji jubileuszu Jamiego Carraghera (2010)

W październiku 2008 roku zdobył setną bramkę dla klubu, potężnie uderzając z rzutu wolnego przeciwko PSV. W ten sposób dołączył on do elitarnej grupy 16 legend, które osiągnęły taki wyczyn.
Gol ten był jednym z 24 Gerrarda podczas sezonu 2008/2009. Rekord życiowy zdobytych bramek podczas jednego sezonu przyniósł mu nagrodę gracza roku według związku dziennikarzy piłkarskich. Niestety, jego osiągnięcie nie wystarczyło na zdobycie Premier League, pomimo że to był najlepszy ligowy sezon Liverpoolu od 1990 roku.

### Dalsza kariera
<<<1>>>
2 stycznia 2015 r. poinformowano, że Steven Gerrard postanowił nie przedłużać wygasającego z końcem sezonu 2014/2015 kontraktu z klubem. Niespełna tydzień później potwierdzono, że kolejną drużyną dotychczasowego kapitana the Reds będzie Los Angeles Galaxy z amerykańskiej ligi MLS.
W listopadzie 2016 zakończył piłkarską karierę.

## Kariera reprezentacyjna

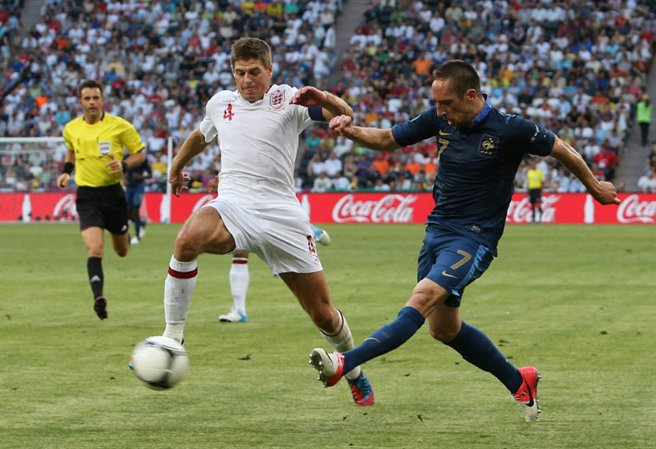
Gerrard w walce o piłkę z Franckiem Ribéry podczas Euro 2012

W pierwszej reprezentacji Anglii zadebiutował 31 maja 2000 roku w meczu przeciwko Ukrainie. Następnie trener Kevin Keegan zabrał go na Euro 2000, jednak na mistrzostwach zagrał tylko w jednym meczu, wchodząc z ławki.
Swoją pierwszą bramkę dla reprezentacji strzelił w wygranym 5:1 meczu z Niemcami we wrześniu 2001 w ramach eliminacji do Mundialu 2002. Była to bramka na 1:2. Niestety z powodu kontuzji Gerrard nie mógł zagrać w turnieju finałowym, a Anglia odpadła po ćwierćfinale z Brazylią.
Jego pierwszym turniejem w pierwszej jedenastce Synów Albionu było Euro 2004 w Portugalii. Był to jednak kolejny nieudany dla Anglii turniej. Odpadli w ćwierćfinale po meczu z Portugalią. Wcześniej w meczu z Francją Gerrard popełnił katastrofalny błąd w doliczonym czasie gry, podając piłkę pod nogi Thierry’ego Henry’ego, który został sfaulowany w polu karnym. Zinedine Zidane wykorzystał rzut karny. Anglia przegrała ten mecz 1:2.
Także kolejne mistrzostwa świata nie były udane. Gerrard, tak jak cała reprezentacja, nie wyróżnił się niczym szczególnym, chociaż strzelił na turnieju 2 bramki. Anglia odpadła ponownie w ćwierćfinale, po kolejnej porażce z Portugalią.
Po trzech nieudanych turniejach selekcjonerem mianowano Steve’a McClarena. Gerrard został mianowany wicekapitanem reprezentacji. Nowy szkoleniowiec przesunął go na prawe skrzydło, w miejsce odsuniętego od kadry Davida Beckhama, ponieważ współpraca w środku pola między Gerrardem a Frankiem Lampardem wyraźnie się nie układała.
W 2010 roku podczas Mundialu 2010 w 4. minucie meczu ze Stanami Zjednoczonymi zdobył gola dającego prowadzenie. Następnie wyrównał Clint Dempsey i spotkanie zakończyło się remisem 1:1. Po meczu Gerrard bronił przed mediami Roberta Greena, który nie obronił strzału amerykańskiego zawodnika.
W 2012 roku, Gerrard znalazł się w ostatecznym, 23-osobowym składzie reprezentacji Anglii, która wystąpi na Euro 2012.
16 maja 2012 roku, Gerrard został mianowany stałym kapitanem reprezentacji Anglii. 11 czerwca 2012 roku zagrał w zremisowanym 1:1 meczu Anglii z Francją, w ramach Euro 2012, w którym zaliczył asystę. 15 czerwca 2012 rozegrał kolejny mecz grupowy turnieju, ze Szwecją (3:2), w którym asystował przy bramce swojego klubowego kolegi, Andy’ego Carrolla. W ostatnim meczu fazy grupowej z Ukrainą również zaliczył asystę, tym razem podając do Wayne’a Rooneya.

## Kariera szkoleniowa
W sezonie 2017/2018 trenował sekcję młodzieżową Liverpoolu U18 oraz U19 w Młodzieżowej Lidze Mistrzów. 4 maja 2018 roku został oficjalnie zaprezentowany jako nowy trener Rangers F.C.
11 listopada 2021 został nowym szkoleniowcem angielskiej Aston Villi, zastąpił na tym stanowisku Deana Smitha. Funkcję tę pełnił do października 2022 (zastąpił go Unai Emery). W 2023 był jednym z kandydatów do objęcia stanowiska selekcjonera reprezentacji Polski.

## Statystyki kariery
Aktualne na dzień 24 maja 2015 r.
| 1998/99            | Liverpool          | Premier League      | 12  | 0   | 0  | 0  | 0  | 0 | 1   | 0  | 13  | 0   |
| 1999/00            | Liverpool          | Premier League      | 29  | 1   | 2  | 0  | 0  | 0 | –   | –  | 31  | 1   |
| 2000/01            | Liverpool          | Premier League      | 33  | 7   | 4  | 1  | 4  | 0 | 9   | 2  | 50  | 10  |
| 2001/02            | Liverpool          | Premier League      | 28  | 3   | 2  | 0  | 0  | 0 | 15  | 1  | 45  | 4   |
| 2002/03            | Liverpool          | Premier League      | 34  | 5   | 2  | 0  | 6  | 2 | 11  | 0  | 54  | 7   |
| 2003/04            | Liverpool          | Premier League      | 34  | 4   | 3  | 0  | 2  | 0 | 8   | 2  | 47  | 6   |
| 2004/05            | Liverpool          | Premier League      | 30  | 7   | 0  | 0  | 3  | 2 | 10  | 4  | 43  | 13  |
| 2005/06            | Liverpool          | Premier League      | 32  | 10  | 6  | 4  | 1  | 1 | 12  | 7  | 53  | 23  |
| 2006/07            | Liverpool          | Premier League      | 36  | 7   | 1  | 0  | 1  | 1 | 12  | 3  | 51  | 11  |
| 2007/08            | Liverpool          | Premier League      | 34  | 11  | 3  | 3  | 2  | 1 | 13  | 6  | 52  | 21  |
| 2008/09            | Liverpool          | Premier League      | 31  | 16  | 3  | 1  | 0  | 0 | 10  | 7  | 44  | 24  |
| 2009/10            | Liverpool          | Premier League      | 33  | 9   | 2  | 1  | 1  | 0 | 13  | 2  | 49  | 12  |
| 2010/11            | Liverpool          | Premier League      | 21  | 4   | 1  | 0  | 0  | 0 | 2   | 4  | 24  | 8   |
| 2011/12            | Liverpool          | Premier League      | 18  | 5   | 6  | 2  | 4  | 2 | –   | –  | 28  | 9   |
| 2012/13            | Liverpool          | Premier League      | 36  | 9   | 1  | 0  | 1  | 0 | 8   | 1  | 46  | 10  |
| 2013/14            | Liverpool          | Premier League      | 34  | 13  | 3  | 1  | 2  | 0 | –   | –  | 39  | 14  |
| 2014/15            | Liverpool          | Premier League      | 29  | 9   | 3  | 2  | 3  | 0 | 6   | 2  | 41  | 13  |
| 2015               | Los Angeles Galaxy | Major League Soccer | 13  | 2   | 1  | 0  | –  | – | 0   | 0  | 15  | 2   |
| 2016               | Los Angeles Galaxy | Major League Soccer | 21  | 3   | 0  | 0  | –  | – | 2   | 0  | 23  | 3   |
| Łącznie w karierze | Łącznie w karierze | Łącznie w karierze  | 538 | 125 | 43 | 15 | 30 | 9 | 132 | 41 | 748 | 191 |

### Trener
| Zespół  | Od             | Do                | Statystyka | Statystyka | Statystyka | Statystyka | Statystyka |
| Zespół  | Od             | Do                | M          | W          | R          | P          | % W        |
| ------- | -------------- | ----------------- | ---------- | ---------- | ---------- | ---------- | ---------- |
| Rangers | 1 czerwca 2018 | 11 listopada 2021 | 193        | 125        | 42         | 26         | 64,77      |
| Łącznie | Łącznie        | Łącznie           | 193        | 125        | 42         | 26         | 64,77      |

## Życie osobiste
Żonaty z Brytyjką Alex Curran, ślub pary odbył się 16 czerwca 2007. Ma z nią trzy córki – urodzoną w 2004 Lilly-Ella, Lexie, która przyszła na świat w maju 2006 roku, Lourdes urodzoną w listopadzie 2011 roku oraz syna Lio George urodzonego w kwietniu 2017 roku.
Jeden z jego kuzynów, kuzyn Anthony również jest piłkarzem. Był zawodnikiem m.in. Cardiff City. Inny kuzyn, Jon-Paul Gilhooley, w wieku 10 lat zginął w katastrofie na stadionie Hillsborough.

## Osiągnięcia

### Jako gracz
Liverpool
- Puchar Anglii (2×): 2000/01, 2005/06
- Puchar Ligi (3×): 2000/01, 2002/03, 2011/12
- Tarcza Wspólnoty (1×): 2006
- Liga Mistrzów (1×): 2004/05
- Puchar UEFA (1×): 2000/01
- Superpuchar Europy (1×): 2001
- Wicemistrzostwo Anglii (3×): 2001/02, 2008/09, 2013/14

Indywidualne
- Król asyst Premier League: 2013/14
- Klubowy piłkarz roku według UEFA: 2004/05
- 3. miejsce w plebiscycie Złota Piłka: 2005
- Młody Gracz Roku według PFA: 2000/01
- Gracz Roku według PFA: 2005/06
- Gracz Roku według FWA: 2008/09
- Najlepszy zawodnik w finale Ligi Mistrzów: 2004/05
- Najbardziej popularny zawodnik według IFFHS: 2006
- Angielski piłkarz roku: 2007, 2012
- Gracz sezonu w Liverpool: 2004, 2006, 2007, 2009
- Piłkarz miesiąca w Premier League: marzec 2001, marzec 2003, grudzień 2004, kwiecień 2006, marzec 2009, marzec 2014
- Srebrna Piłka Klubowych mistrzostwa świata: 2005
- Drużyna roku w Premier League według PFA: 2000/01, 2003/04, 2004/05, 2005/06, 2006/07, 2007/08, 2008/09, 2013/14
- Drużyna Roku UEFA: 2005, 2006, 2007
- Drużyna Roku UEFA Ultimate
- Drużyna Roku według FIFPro: 2007, 2008, 2009
- Drużyna Roku według ESM: 2008/09
- Drużyna turnieju Mistrzostw Europy: 2012

### Jako trener
Indywidualne
- Trener miesiąca w Scottish Premiership: kwiecień 2019, wrzesień 2019, grudzień 2019, sierpień 2020, październik 2020, listopad 2020, luty 2021
- Mistrzostwo Scottish Premiership z Rangers F.C.: 2021